# Різдвяни (Івано-Франківський район)
Різдвяни́ – село Бурштинської міської громади Івано-Франківського району Івано-Франківської області.

## Назва
З давніх-давен назву свого села різдвянці пов'язують з вдячністю предків Христу Спасителю, який допоміг їм відродити село, зруйноване Дністром, на новому місці й поселитися до осель напередодні Різдва.

## Історія
Згадується 28 лютого 1452 року в книгах галицького суду.
Першу письмову згадку про це поселення на лівобережжі Дністра датують 1461 роком.
У податковому реєстрі 1578 р. в селі фіксується піп — отже, вже тоді була церква.
У 1939 році в селі проживало 760 мешканців (740 українців, 15 латинників, 5 євреїв).

## Культура
Сьогодні в селі діє церква Вознесіння Христового УГКЦ. Також в селі діє сільський клуб де знаходиться музей історії села.

## Транспорт
Через Різдвяни проходить дорога обласного значення О090301 Більшівці-Княгиничі. Село має пряме автобусне сполучення з Івано-Франківськом.

## Відомі особи
- Григорій Крайківський (1872—1923) — за істориком Т. Томашевським, Г. Крайківський був один із перших українців у Ванкувері, відвідавши місто у 1899 р. по дорозі зі штату Пенсільванія (де він працював у копальнях вугілля) до Каліфорнії, щоб записатися до роботи в копальнях золота в Алясці, де можна було працювати за кращу винагороду.
- Юліан Крайківський (10 серпня 1892 — 14 вересня 1975, Едмонтон) — український маляр[4].